# 黄生聪
黄生聪（1926年7月15日—2008年11月15日）美国越南裔学者和翻译家。

## 生平
其母亲为碾米工，父亲为是一位亲法的小学教师。全家迁入西贡后，他进入著名的张永记中学学习法国文学，尤其专攻莫里哀和让·德·拉封丹的作品。
1945年，他加入越南獨立同盟會，反对战后法国在越南重建殖民统治。次年，他在美国领事馆担任清洁工时被法国人逮捕，并被关押在西贡郊外的集中营。在美国的外交压力下，他最终获释，随后以政治难民的身份逃往美国，并于1948年抵达俄亥俄州阿森斯。
他于1951年毕业于俄亥俄大学经济学专业，但对性别不平等问题尤为感兴趣，他认为这个问题在美国和越南都是一个严重的问题。正如他在2008年所说：“我寻求一种方法来解释负责任的女性和不负责任的男性在社会上受到的待遇差异，就像在我自己的家庭以及我所看到的许多其他家庭中一样。”
他在乔治城大学和康奈尔大学学习国际关系学和人类学，之后与罗伯特·伯顿·琼斯合作编写了《越南语口语入门》（1960 年）。
1957年5月，黄生聪被美国政府任命为吴廷琰的官方“越南裔迎宾员”。同年晚些时候，他进入耶鲁大学担任越南语教师。此后，他一直与耶鲁大学保持着联系。
2008年11月17日，黄生聪因突发心臟驟停去世，享年82岁。

## 著作及奖项
黄生聪最著名的译著为《金云翘传》的英文译本以及《越南诗歌选集：十一世纪到二十世纪》英文译本。
他翻译的越南异见诗人阮志天的《地狱之花》获得了1985年鹿特丹国际诗歌节奖项。
他还创办了Lac-Viet系列丛书，出版奥利弗·威廉·沃尔特斯等的越南学著作并创办了《越南论坛》期刊（共16期，1983年至1997年）。Vietnam Forum 的存檔，存档日期2008-07-25. (16 issues, 1983–1997).
1999年，他自费出版了《金蛇：人类如何学会说话和创造文化》。
1981 年，他荣获哈里·J·本达东南亚研究奖，1987年荣获麦克阿瑟“天才”奖

## References
1. ↑   (PDF) (学位论文) （中文（臺灣））.
2. 1 2  . Yale University Office of Public Affairs. （原始内容存档于9 July 2010）. 已忽略未知参数|df= (帮助)
3. ↑  The Tale of Kiều at Amazon.com|
4. ↑  An Anthology of Vietnamese Poems at Amazon.com
5. ↑  Flowers from hell at Amazon.com
6. ↑  The Golden Serpent at Barnes and Noble
7. ↑   的存檔，存档日期2011-07-27. List of Harry J. Benda prizewinners
8. ↑  .   [2007-06-02]. （原始内容存档于2008-04-19）. List of MacArthur Fellows for July 1987

## External links
- Lac-Viet Book Series
- Vietnam Forum 的存檔，存档日期2008-07-25. at Yale University Press